# Ringwall Burgebrach

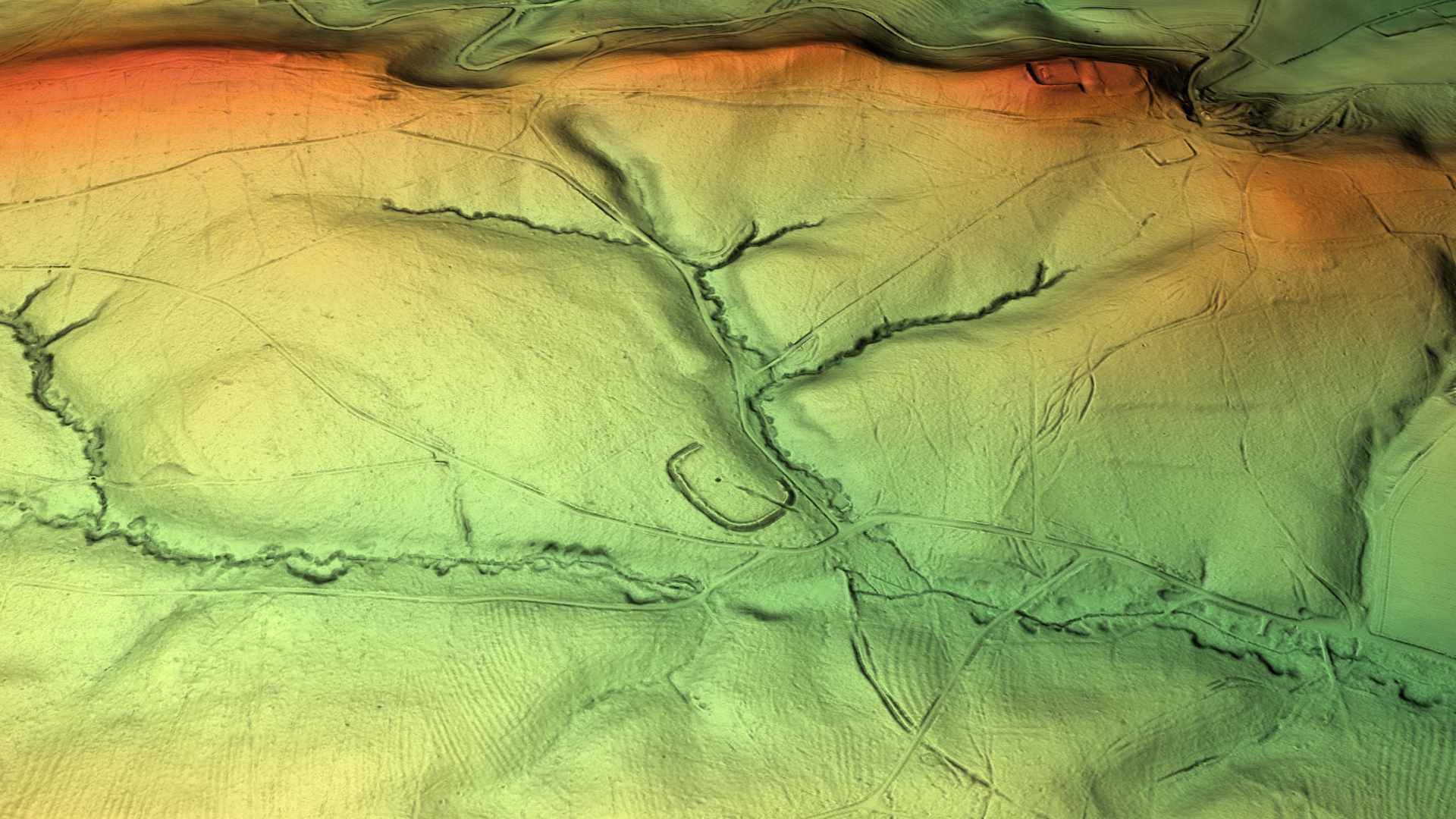
3D-Ansicht des digitalen Geländemodells

Der Ringwall Burgebrach ist eine abgegangene frühmittelalterliche Ringwallanlage (Wallburg) im Flurbereich „Schwarzholz“  der Gemeinde Burgebrach im Landkreis Bamberg in Bayern.
Von der ehemaligen Burganlage sind noch Wall- und Grabenreste erhalten. Heute ist der Ringwall als Bodendenkmal D-4-6130-0030 „Frühmittelalterliche Ringwallanlage“ vom Bayerischen Landesamt für Denkmalpflege erfasst.